# Par (Erza)

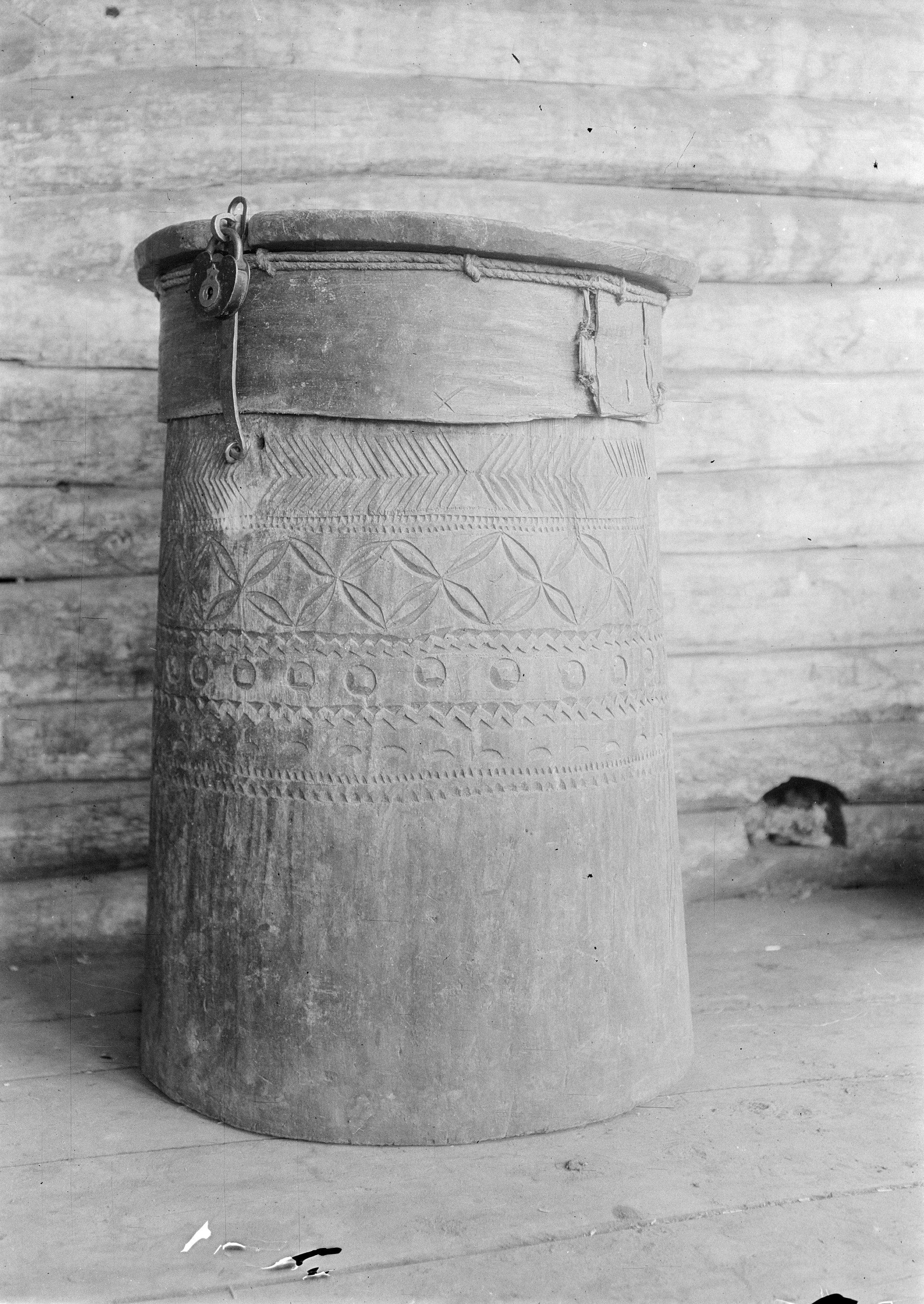
Erza par fotója 1914-ből

A par az erzák hagyományos kultúrájában egyfajta kád, amelybe egy fiatal lány vette és tárolta a hozományát.

## Leírás
A kádban ágyneműt, ingeket és egyéb dolgokat tároltak, amelyeket a lány otthonról vitt el. A part az édesapja vagy a bátyja készítette számára közvetlenül a születése után. A lány összegyűjtötte benne a hozományát. Amit a lány összegyűjtött benne, az az ő személyes tulajdona volt, és továbbadták a következő generációknak. Amikor egy lány férjhez ment, „meghalt” a családjáért, így azt hitték, hogy a menyasszony és a vőlegény nemcsak a szülői házban töltött kényelmes élet emlékét veszi el, hanem a későbbi életben a boldogság kívánságát is.
Egy hárstörzsből készítették a part, a fa belsejét speciális szerszámokkal távolították el. Az üreges kádba zárható fedő került. A par mérete a menyasszony gazdagságáról tanúskodott. Általában 60–90 cm magasak, 40–70 cm átmérőjűek, falvastagságuk 1–4 cm volt. Egy fából két vagy három kád készült. Varázslatos jelentéssel bíró geometrikus mintákkal díszítették. Az első csík felülről általában cikk-cakkban megy lefelé, ami a hosszú élet kívánságát vagy kérését jelenti. A következő sorba halszálkát helyeztek el, amely a család, a sok gyermek, állat, kenyér és a gazdagságot, a szerencsét jelképezi. A következőben egy kis háromszögekkel teli nagy háromszög jelenhetett meg, ami gyümölcsöző életet szimbolizálja.

## Esküvői szertartás
A par fontos szerepet játszott az esküvői szertartásban. Nemcsak a hozománya volt a lánynak, hanem az is kellett, hogy biztosítsa a boldogságot az új életében. Ezért kezdetben a part megtisztították a „gonosz szellemektől” úgy, hogy megkerülték egy égő gyertyával, ikonnal vagy egy csipet sóval öntötték, majd pénzt, kenyeret, süteményeket, néha edényeket tettek az aljára, hogy a láda nem volt üres „egész életében”, így a fiatalok gazdagon élhetnek. A lány csak ezután tette bele a ruháit.

## Képgaléria

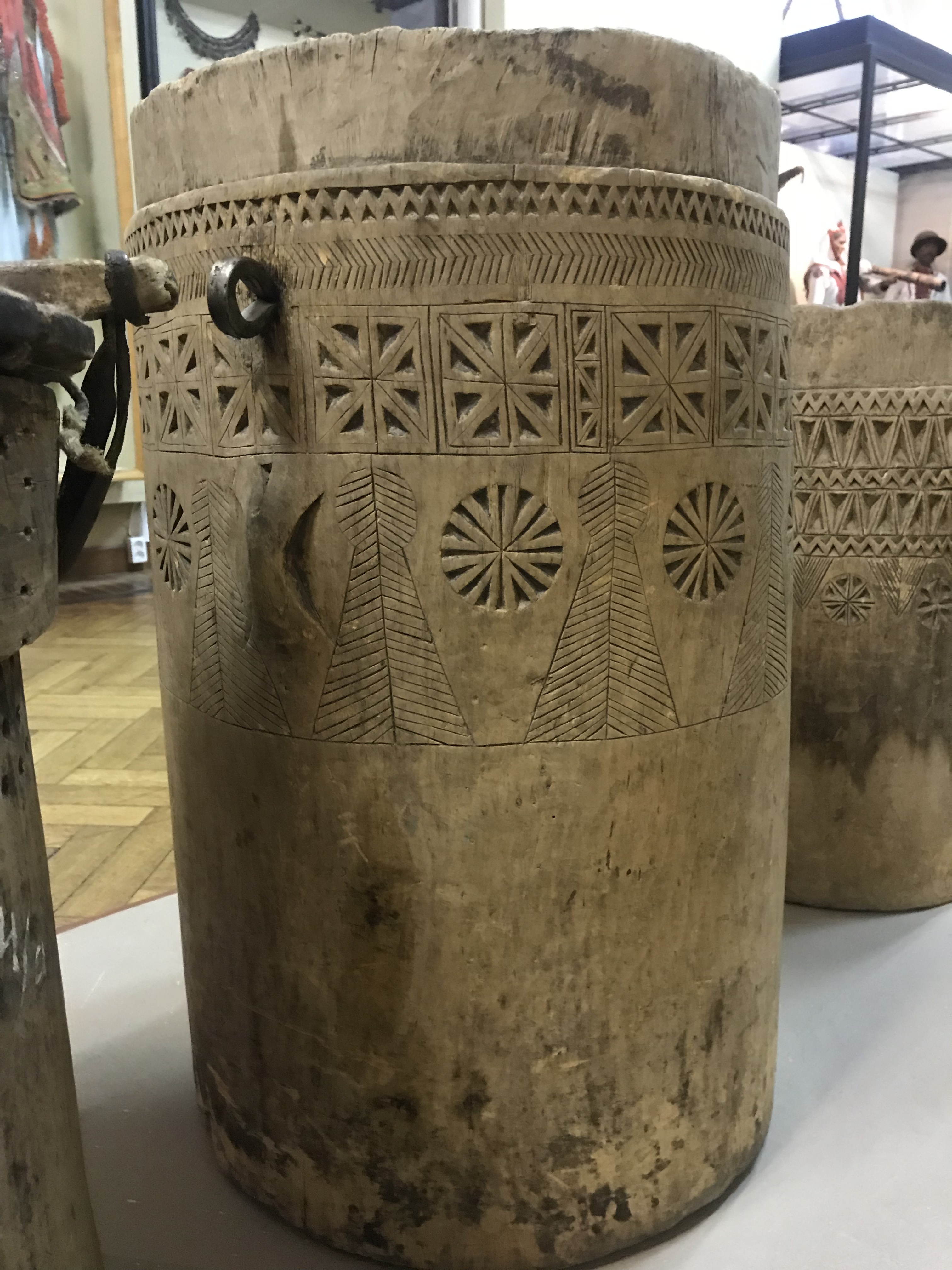
Faragványokkal díszített erza par
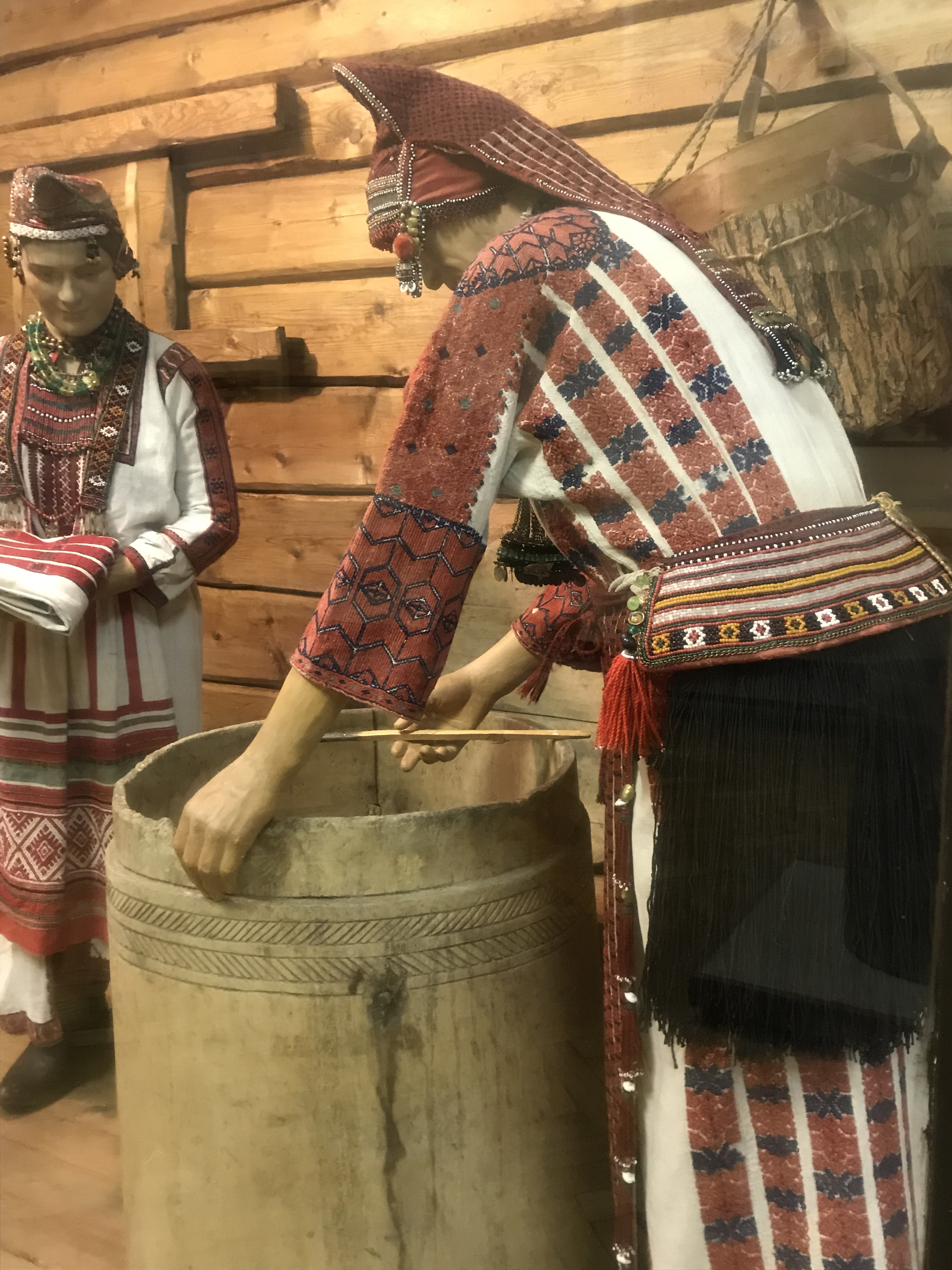
Gyűjtőkádak
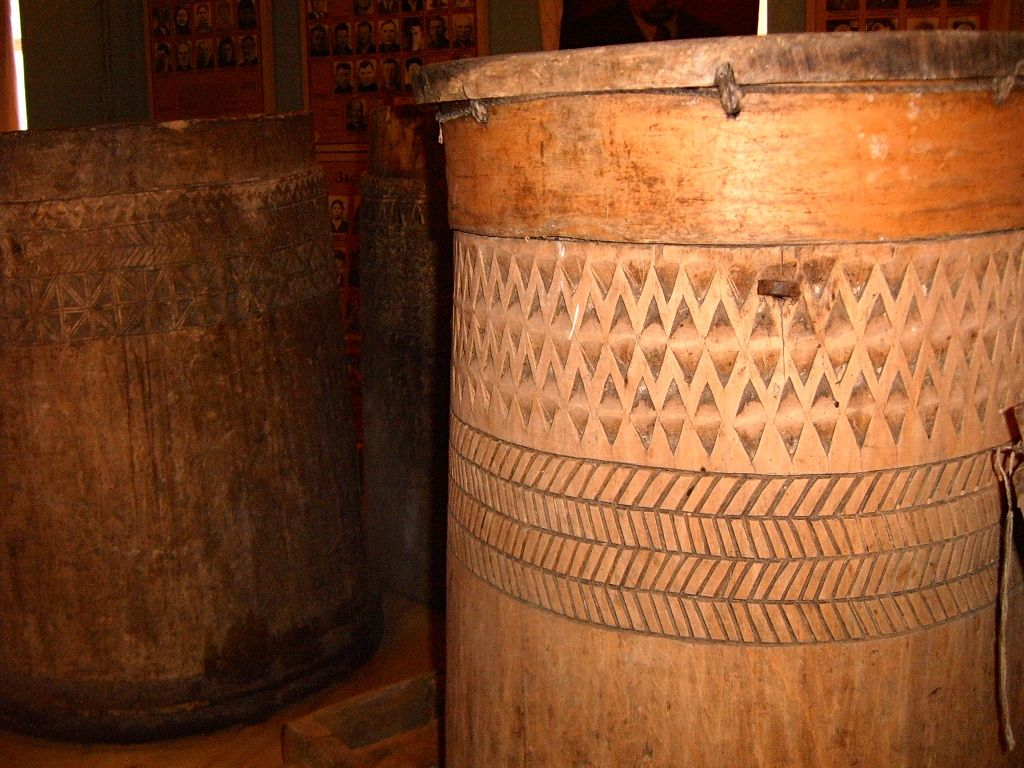
Erza parok múzeumban
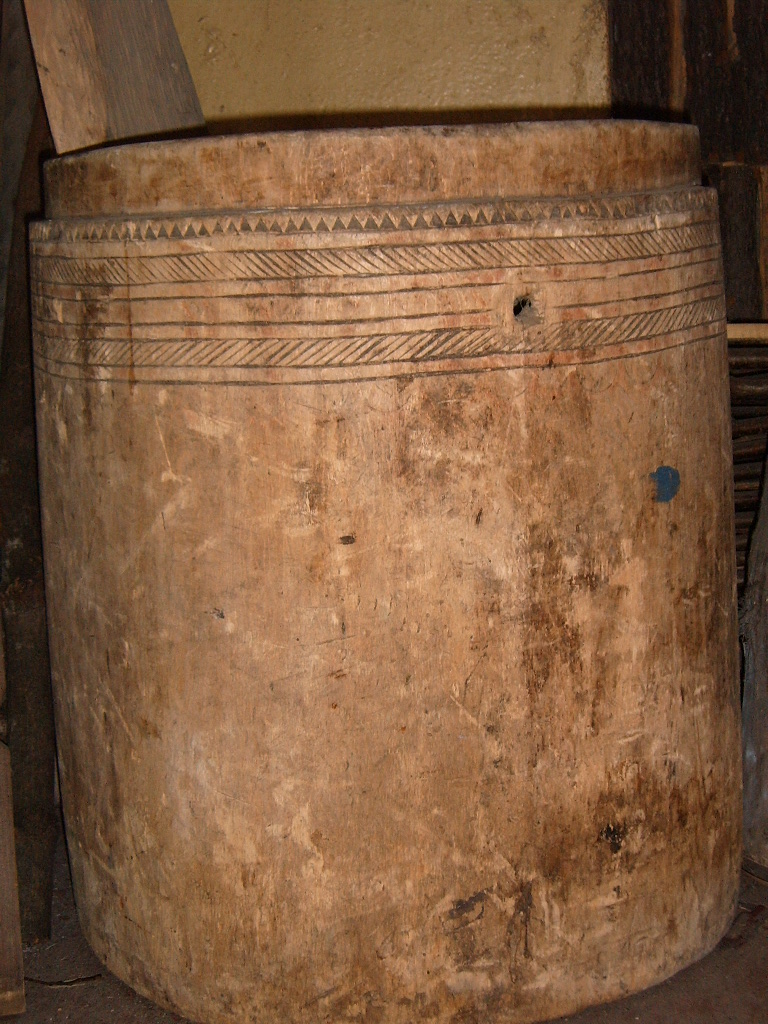
Par Mordvinföldről
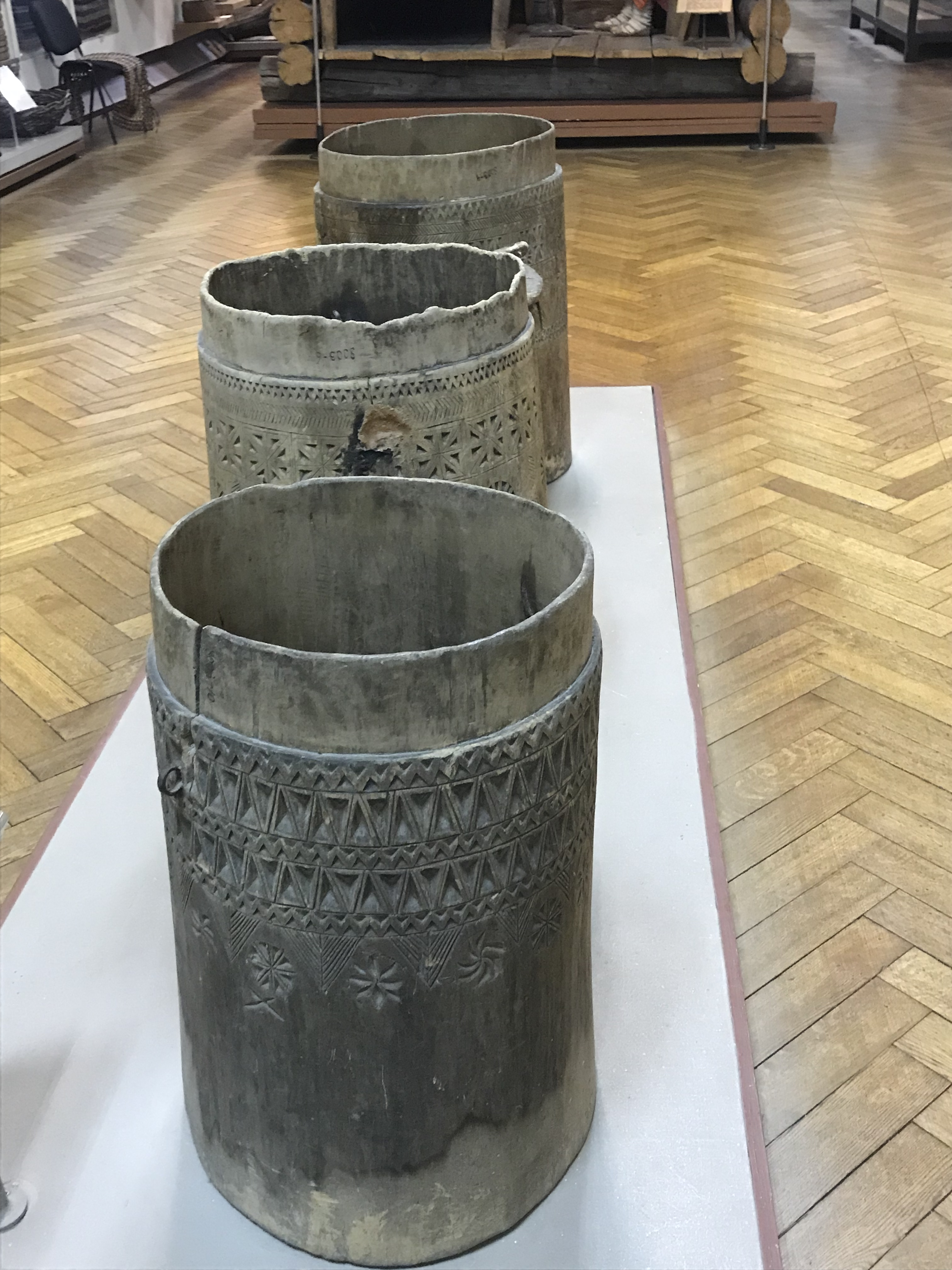
Kádak

## Fordítás
- Ez a szócikk részben vagy egészben  a   Par (Erzia) című lengyel Wikipédia-szócikk ezen változatának fordításán alapul.  Az eredeti cikk szerkesztőit annak laptörténete sorolja fel. Ez a jelzés csupán a megfogalmazás eredetét és a szerzői jogokat jelzi, nem szolgál a cikkben szereplő információk forrásmegjelöléseként.